# Droga N240 (Holandia)
Droga prowincjonalna N240 (nid. Provinciale weg 240) – droga prowincjonalna w Holandii, w prowincji Holandia Północna. Prowadzi od skrzyżowania z drogą N302 w miejscowości Zwaagdijk-Oost do skrżyżowania we wsi Westerland łączącego ją z drogą N99.